# Алдары

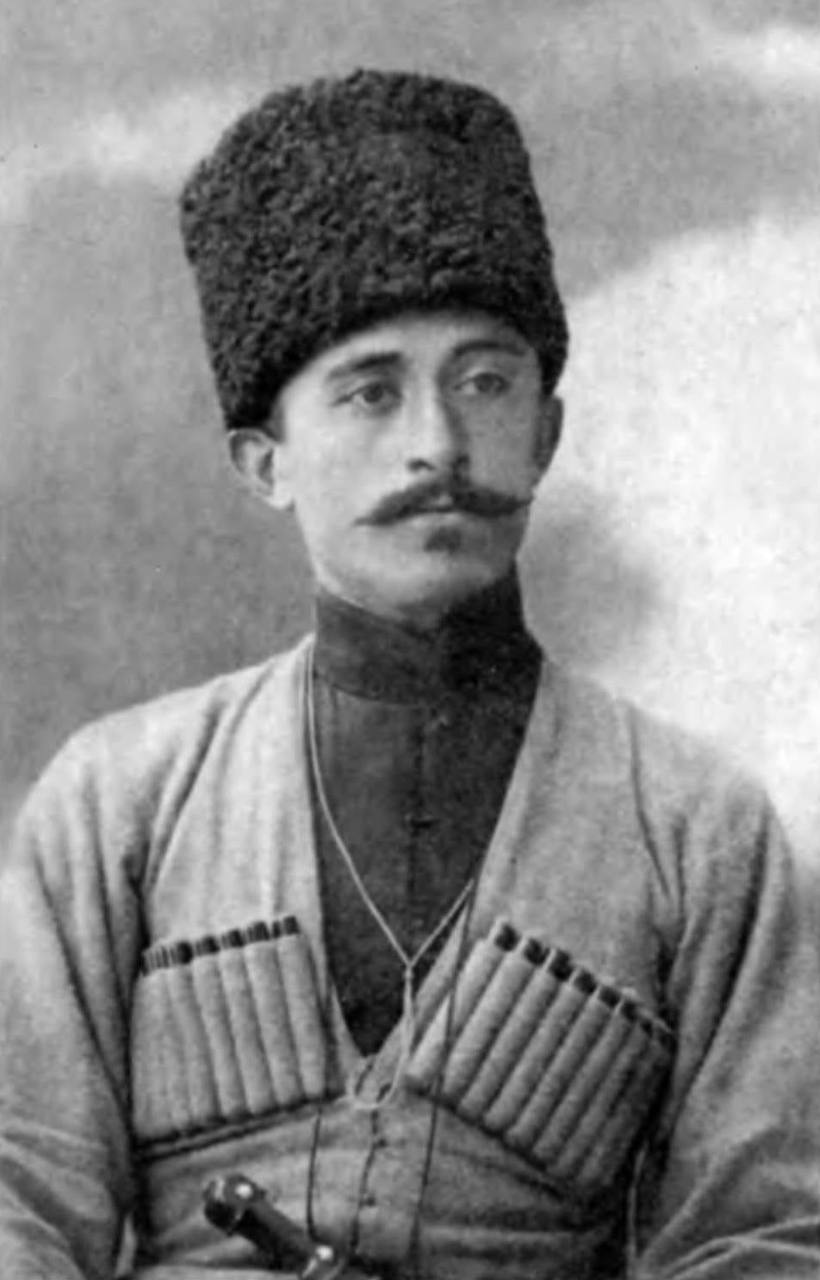
Ахмет Дударов

Алдары (осет. Æлдæрттæ) — высшее сословие в Тагаурском обществе средневековой Осетии. Это понятие восходит к периоду военной иерархии и первоначально обозначало военных предводителей. В средние века титулом «алдар» наделялись владетельные князья; они стояли несколько ниже элиты военной аристократии («багатаров»), но выше узденей. В основном алдары несли военную и таможенную функции.
Высшее сословие Тагаурского общества (алдары) включало 11 фамилий. Девять из них (Алдатовы, Есеновы, Кануковы, Кундуховы, Мамсуровы, Тугановы, Тулатовы, Тхостовы, Шанаевы) возводили свое происхождение к Тага. В высшее сословие входили еще две фамилии (Джантиевы и Дударовы), не связанные с тагиатами происхождением, но признанные ими за равных.
В социальной иерархии осетинского традиционного общества статус тагаурских алдаров был несколько ниже статуса дигорских баделят, что зафиксировано адатом. Алдары вступали в брачные союзы между собой, женились на кабардинских, иногда балкарских и ингушских девушках из привилегированных фамилий, очень редко — на девушках из семей дигорских баделят; своих дочерей алдары выдавали замуж за представителей знатных родов Алагирского и Куртатинского обществ, сами же до конца XIX века редко женились на женщинах из привилегированных фамилий этих обществ. В качестве наложниц — номылус — алдары брали девушек из семей своих зависимых крестьян и из числа крепостных других тагаурских алдаров.
Некоторые ингушские роды были близки с осетинской аристократией и пользовались осетинским титулом алдар.
Частые упоминания алдаров встречаются в нартском эпосе.
Если судить по народной молве об алдарах, то местное население их не жаловало, что нашло отражение в народных пословицах: «Алдар — силён, подвластный алдару несчастен», «Алдар драчлив, бедняк плаксив», «В горах много дзуаров (святилищ), на равнине — алдаров». Местное население ассоциировало алдаров с насилием и несправедливо нажитым состоянием и говорило: «Алдар — злой человек». В целом отношение населения к родовым князьям было гораздо лучше. По этой причине наиболее сильные алдары воевали со старинными князьями за власть над определённой территорией.

## Этимология
По наиболее распространенной версии слово является закономерным для осетинского языка упрощением из осет. армдарæг — «рукодержец». Слово с аналогичным значением встречается также в монгольском и венгерском языках (монг. алдар — «слава», венг. aladár).